# WAVES (US Navy)

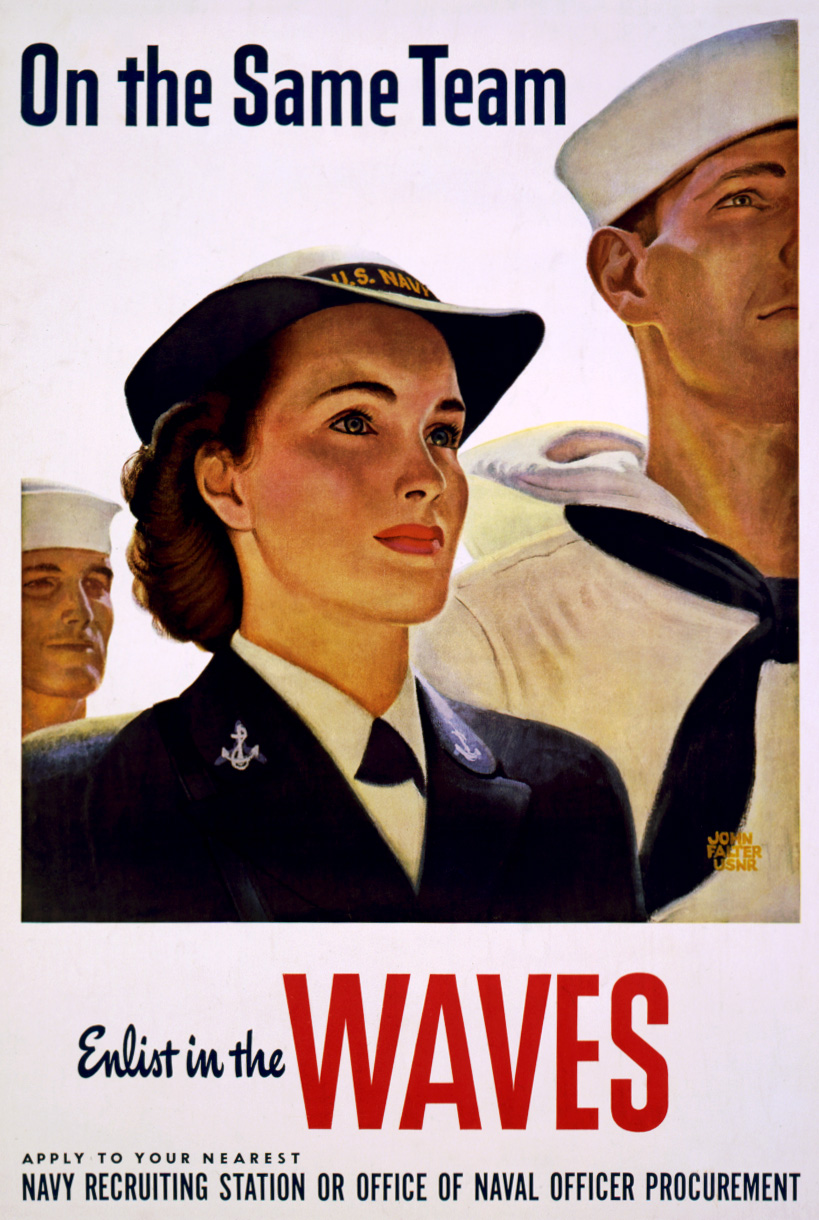
Navy poster 1943

WAVES staat voor Women Accepted for Volunteer Emergency Service, de vrouwelijke tak van de militaire reserve van de United States Navy. Het werd opgericht op 21 juli 1942, goedgekeurd door het Amerikaans Congres en bekrachtigd door president Franklin Delano Roosevelt. Met deze wet kon de Amerikaanse zeemacht vrouwen aannemen als onderofficier, voor de duur van de Tweede Wereldoorlog, plus zes maanden. Het doel was om officieren en mannen te kunnen inzetten voor dienst op zee en ze te vervangen door vrouwen in de vestigingen aan wal.
Mildred H. McAfee was de eerste directeur van de WAVES, ze werd op 3 augustus 1942 aangesteld als luitenant-commandant, werd later gepromoveerd tot commandant en vervolgens tot kapitein.
Al vlug telden de WAVES ongeveer 27.000 vrouwelijke soldaten. De meesten van hen werkten als secretaresse, verpleegster, nieuwshelper, magazijnier, wetenschappelijke en technische assistente. Sommige deden aan cryptanalyse op de bombe.
Tot 1944 werden geen Afro-Amerikaanse vrouwen als WAVES geaccepteerd, pas toen er een quotasysteem werd ingesteld, dat voor elke 36 blanke, een Afro-Amerikaanse vrouw werd toegelaten. Na de oorlog werd de WAVES officieel werd opgeheven. Op 12 juni 1948, met de Women's Armed Services Integration Act werden vrouwen toegelaten tot de militaire dienst. Tot de jaren 1970 werden ze nog steeds aangesproken als WAVES.